# Masters of Chant Chapter V
Masters of Chant Chapter V (2006) è il settimo album del gruppo musicale tedesco Gregorian.

## Tracce
1. Heroes (David Bowie)
2. Comfortably Numb (Pink Floyd)
3. Send Me an Angel (Real Life)
4. Silent Lucidity (Queensrÿche)
5. Lady in Black (Uriah Heep)
6. The Forest
7. A Weakened Soul
8. Lucky Man (Emerson, Lake & Palmer)
9. Stop Crying Your Heart Out (Oasis)
10. We Love You (The Rolling Stones)
11. Boulevard of Broken Dreams (Green Day)
12. The Unforgiven (Metallica)
13. I Feel Free (Cream)